# Bitva u Tagliocozzo
Bitva u Tagliocozzo byla bitva, která proběhla 23. srpna 1268 mezi vojsky Konradina a Karla z Anjou v rámci bojů o vládu nad Itálií.
V roce 1268 Konradin, šestnáctiletý vnuk císaře Fridricha II. přešel se svou armádou Alpy s úmyslem obnovit v Itálii štaufské dědictví. V srpnu 1268, v bitvě u Tagliacozzo Konradin utrpěl porážku od armády Karla z Anjou. Konradin byl zajat a později 29. října spolu s Fridrichem Bádenským veřejně popraven na tržišti v Neapoli.

## Složení armád

### Ghibellinové a Konradin
Konradinova armáda byla rozdělena na 3 šiky. První šik, předvoj, čítal 300 mužů ze Španělska, Říma, Toskánska a Lombardie. Ve druhém a třetím šiku pak byly vojáci z Itálie a Německa.

#### Účastníci
- Konradin, vévoda švábský, král sicilský a (titulární) král jeruzalémský
- Fridrich I., markrabě bádenský
- Jindřich Kastilský – kastilský infant
- Galvano Donoratico di Pisa
- Gerardo Donoratico di Pisa
- Ildebrandino X. Aldobrandeschi, hrabě ze Santa Fiory
- Galvano Lancia
- Kroff z Flüglingenu
- markrabě Pallavicini
- Konrád Antiochijský

### Guelfové a armáda Karla z Anjou
Karlova armáda byla taktéž rozdělena do tří šiků. V prvním šiku se nacházeli italští guelfové a provensálci, kteří byli ve druhém šiku. Tam je doplňovali Francouzi. Třetí šik byl stažen v záloze asi 1,5 km od bojiště a obsahoval 800–1000 francouzských těžkooděnců.

#### Účastníci
- Karel I. z Anjou, král sicilský, jeruzalémský a neapolský a bratr francouzského krále Ludvíka IX.
- Guy z Montfortu
- Érard de Valéry
- Guillaume l´Estendard
- Jan z Clary (Jean de Clary)
- Jindřich z Cousances
- Guillaume z Villehardouinu